# Arte (rete televisiva)
arte (acronimo di Association Relative à la Télévision Européenne, Associazione Relativa alla Televisione Europea) è una rete televisiva franco-tedesca a vocazione europea di servizio pubblico, nato il 30 maggio 1992 da un trattato fra lo Stato francese ed i Länder tedeschi. Ha succeduto La Sept (Société d'édition de programmes de télévision, Società di edizione di programmi di televisione), lanciata nel maggio 1989. Si tratta di un Gruppo europeo di interesse economico (GEIE) i cui due membri sono, in parità: Arte France (France Télévisions, Stato francese, Radio France e INA) e Arte Deutschland (ARD e ZDF).

## Storia

La sede di Arte in Strasburgo

Le trasmissioni di arte sono iniziate il 30 maggio 1992, con emissione esclusivamente via cavo sui territori francesi e tedeschi: ad aprirle è uno spettacolo con la partecipazione di Gérard Depardieu e Peter Ustinov. Lo stesso anno, in seguito alla chiusura de La Cinq, il Conseil supérieur de l'audiovisuel (CSA), su domanda del governo francese, aveva già decretato ufficialmente l'assegnazione ad arte delle frequenze analogiche rimaste vacanti sul quinto canale terrestre nazionale francese.
A partire dal 28 settembre 1992, il canale culturale è stato trasmesso su queste frequenze dalle 19:00 alle 1:00, fascia poi estesa fino alle 3:00 dall'11 dicembre 1994, quando condivide con la futura France 5 la rete di trasmissione, fino allo spegnimento del segnale analogico in Francia (29 novembre 2011).
arte è diffusa via satellite ed è associata ad altri canali pubblici europei: ORF in Austria, RTBF in Belgio, YLE in Finlandia, BBC in Gran Bretagna, Rai in Italia, NPS nei Paesi Bassi, TVP in Polonia, TVE in Spagna, SVT in Svezia e SRG SSR in Svizzera. Il 1º luglio 2008 sono iniziate le trasmissioni di arte HD.
arte è diffusa simultaneamente in diverse lingue in tutta Europa dalla sua sede di Strasburgo. Nel 2011 viene trasmesso un TV movie in prima visione assoluta, dal titolo Homevideo. Con l'introduzione della televisione digitale, tramite la Radiotelevisione Azienda Speciale i programmi in lingua tedesca di arte sono ricevibili gratuitamente in Alto Adige e, dal giugno 2013 anche in Trentino.
Dal 1º novembre 2016, arte non è più disponibile su Sky Italia, ma si può ricevere la versione francese gratuitamente su Hot Bird (13° Est) e sulla piattaforma Tivùsat (canale 48), e anche quella tedesca su Astra (19.2° Est). Dal 17 ottobre 2018, arte diventa disponibile In Italia e in lingua italiana, con sottotitoli annessi in sei lingue. Inoltre è disponibile la app per dispositivi mobili e una versione per smart TV.
Le due versioni del canale (francese e tedesca) differiscono leggermente nel palinsesto.

## Canali e versioni
Il sito arte.tv ha reso disponibile la maggior parte dei contenuti nelle seguenti lingue, oltre alle lingue originali dei produttori dei contenuti (in grassetto), tramite i canali:
- ARTE France
- ARTE Belgique (gestito da RTBF)
- ARTE Deutschland
- ARTE en english
- ARTE it italiano
- ARTE es español
- ARTE po polsku

## Programmi
- Abenteuer Arte – documentario (dal 1997)
- Arte Journal – informazione
- Arte Reportage – programma di affari
- Arte Themenabend
- A Very Secret Service – spy comedy
- Bagdad, le bac sous les bombes/Die Jungs von der Bagdad-High – film documentario
- Die Nacht/La Nuit – notiziario
- Do Not Track, a 2015 - web documentary
- Durch die Nacht mit… (dal 2002)
- Geo 360° (dal 1999)
- Karambolage – spettacolo sulla cultura francese e tedesca (dal 2004)
- Kurzschluss (dal 2001)
- Metropolis (dal 2001)
- Le dessous des cartes (Mit offenen Karten) – documentario geopolitico (dal 1992)
- Tracks – programma musicale (dal 1997)
- WunderWelten (2005-2009)
- Venice New Year's Concert (dal 2016)

## Loghi

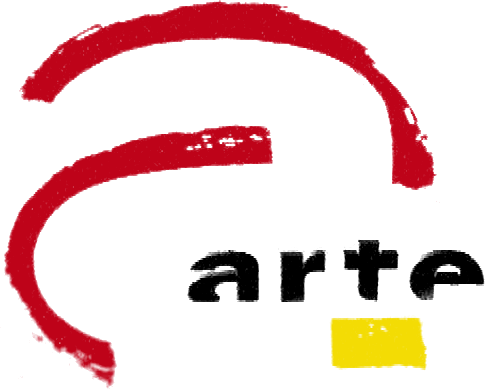
30 maggio 1992 - 2 gennaio 1995
2 gennaio 1995 - 3 gennaio 2004
3 gennaio 2004 - 28 febbraio 2011
28 febbraio 2011 - 25 marzo 2017
In uso dal 25 marzo 2017